# Kościół Świętego Krzyża w Witnicy
Kościół pw. Świętego Krzyża w Witnicy – rzymskokatolicki kościół filialny w mieście Witnica, w województwie lubuskim. Należy do dekanatu Kostrzyn diecezji zielonogórsko-gorzowskiej.

## Historia
Został wzniesiony w 1930 roku w stylu modernistycznym dla niewielkiej społeczności katolickiej, która przebywała w diasporze, pracując w miejscowych fabrykach. Nabożeństwa były odprawiane przez duchownych katolickich z Dębna lub Gorzowa Wielkopolskiego.

### Po II wojnie światowej
W 1945 roku został przejęty przez polskie duchowieństwo. Poświęcono go w dniu 15 maja 1947 roku i ustanowiono kościołem filialnym. W latach 1997–1999 świątynia została wyremontowana, m.in.: zostało wymienione całe pokrycie dachu i wieży, zostały założone nowe rynny i rury spustowe, zostały uzupełnione stare ubytki tynku, została założona nowa instalacja elektryczna.